# Aysén (commune)
Pour les articles homonymes, voir Aisén.
Aysén est une ville et une commune du Chili située dans la province d'Aysén, elle-même dans la Région Aysén del General Carlos Ibáñez del Campo. Son chef-lieu et celui de la province Aisén est la ville de Puerto Aysén.

## Géographie
La commune d'Aysen se trouve en Patagonie dans le sud du Chili. Son territoire est composé d'une partie continentale montagneuse parsemée de lacs et de l'archipel des Chonos séparé du continent par le canal Moraleda. On trouve sur le territoire de la commune le plus haut sommet de la Patagonie chilienne, le Monte San Valentin (4 058 m). Le lac San Rafael est une destination touristique prisée car elle permet d'observer de manière continue l'effondrement du front d'un glacier.
La commune comprend les agglomérations suivantes :
- Puerto Aysén principale ville de la région. Ancien port envasé sur le rio Aysen remplacé par Puerto Chacabuco situé plus en aval et donnant directement dans le fjord Aysen ;
- Puerto Chacabuco principal port de la région relié par ferry à Puerto Montt et donnant sur le fjord Aysen ;
- Puerto Aguirre dans les Îles Huichas ;

Position de Coyhaique (en rouge) au sein de la Région Aisén del General Carlos Ibáñez del Campo.

- Villa Mañihuales.

## Démographie
En 2012, la population de la commune s'élevait à 22 741 habitants. La superficie de la commune est de 29 796 km 2 (densité de 0,8 hab./km 2).

## Histoire
Les premiers colons ne s'installent dans la région qu'au milieu du XIXe siècle. Ce sont des ressortissants de l'île de Chiloé et des immigrés argentins et allemands qui se consacrent à la pêche, l'élevage et l'exploitation des forêts de cyprès de las Guaitecas très prisé pour la construction. Au début du XXe siècle, le gouvernement chilien cherche à encourager le peuplement de la Patagonie pratiquement inhabitée. Des concessions sont accordées à de grands éleveurs. L'État chilien cède ainsi une concession sur le territoire de la commune à la Sociedad Industrial de Aisén. En contrepartie cette entreprise s'engage à installer 100 familles de colons saxons sur le territoire et à créer une liaison maritime régulière entre Puerto Monnt, la ville la plus proche et Puerto Aysen, un port qui est inauguré en 1913 et qui est utilisé pour relier la commune au reste du Chili. En 1928, cette agglomération qui compte désormais plusieurs centaines d'habitants vivant du commerce de la laine et de l'exploitation forestière, acquiert le statut de ville. Puerto Aysen, jusque-là isolé du reste du pays faute d'infrastructure routière, est finalement reliée par la route en 1968 à la suite de l'inauguration du pont Président Ibáñez un des plus longs ponts suspendus du pays. Dans les années 1960 l'envasement de la rivière Aysen impose la construction d'un port situé plus en aval Puerto Chacabuco. Puerto Aysen connait un déclin économique à partir de 1976 lorsque Coyhaique est retenue comme capitale de la région. Toutefois au milieu des années 1980 le pisciculture du saumon connait un essor fulgurant dans la région. En quelques années la population de Puerto Aysen double passant de 5 000 à 10 000 habitants. Le tremblement de terre de janvier 2007 qui fait plusieurs victimes à la suite d'un tsunami met un coup d'arrêt à cette croissance.

## Économie
La principale activité économique de la commune est l'élevage de saumons. Cette activité a démarré au milieu des années 1980 et est à l'origine de la forte croissance démographique de Puerto Aysen et plus généralement de la région.

## Climat
Le climat d'Aysen est de type océanique avec influence méditerranéenne (Cfbs dans la classification de Köppen) caractérisé par une température estivale fraiche une température hivernale fraiche mais toujours supérieure à 0 °C et des précipitations étalées tout au long de l'année. Dans l'agglomération de Puerto Aysen la température annuelle moyenne est de 9 °C et les précipitations annuelles sont de 2 647 mm, ce qui en fait une des villes les plus arrosées du Chili.
| Mois                     | jan.  | fév.  | mars  | avril | mai   | juin  | jui. | août  | sep.  | oct.  | nov.  | déc.  | année   |
| ------------------------ | ----- | ----- | ----- | ----- | ----- | ----- | ---- | ----- | ----- | ----- | ----- | ----- | ------- |
| Température moyenne (°C) | 13,6  | 13,2  | 11,5  | 9,2   | 6,7   | 4,3   | 3,9  | 5,1   | 9,9   | 9,1   | 11,4  | 12,9  | 9       |
| Précipitations (mm)      | 195,7 | 158,9 | 165,8 | 239   | 320,1 | 283,1 | 280  | 257,6 | 209,1 | 162,8 | 167,5 | 207,5 | 2 647,1 |

## Galerie

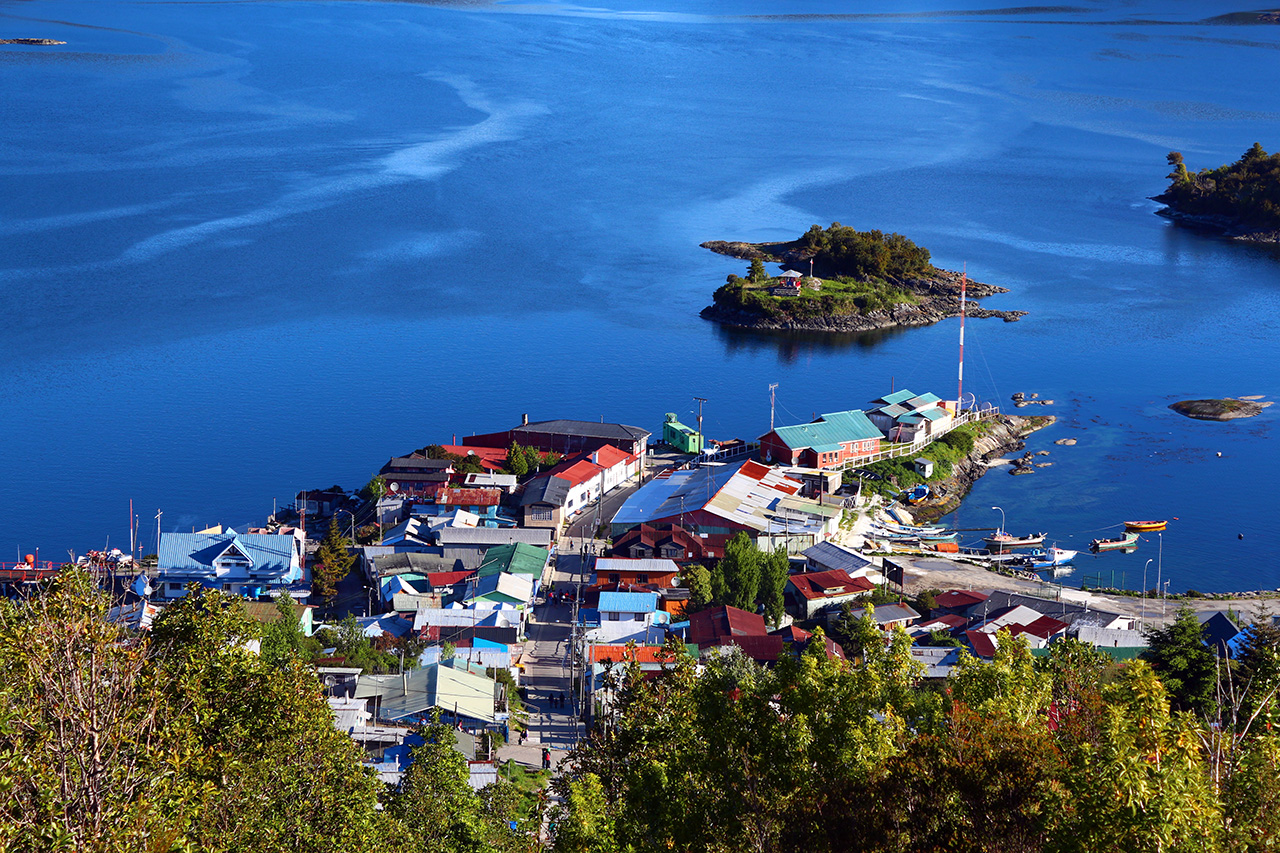
Puerto Aguirre
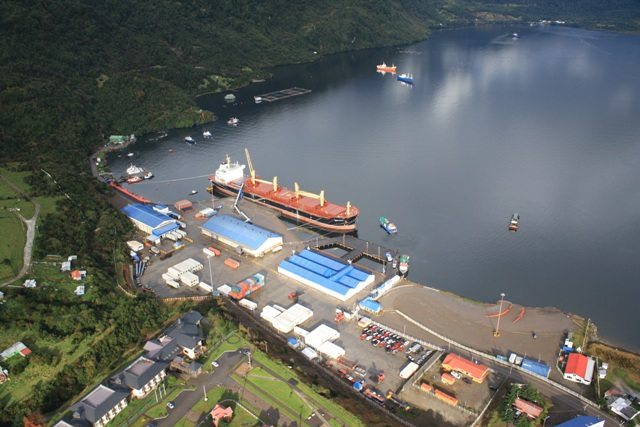
Puerto Chacabuco
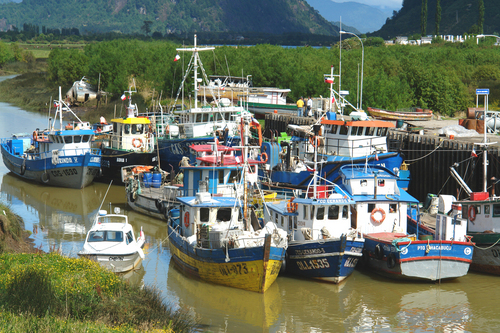
Navires de pêche dans un bras mort